# Driver: San Francisco
Driver: San Francisco é um jogo de ação em condução do estilo sandbox, desenvolvido pela Ubisoft Reflections, e publicado pela Ubisoft. Driver: San Francisco é o quinto jogo da série principal Driver e o primeiro na mais recente geração de consoles. San Francisco assinala também o retorno de Martin Edmondson, o criador da série, como diretor criativo, além do protagonista original da franquia, John Tanner.[carece de fontes?]
O jogo foi revelado oficialmente na E3 de 2010 e lançado na América do Norte no dia 6 de Setembro de 2011 e na Europa no dia 2 de Setembro de 2011, nas plataformas Xbox 360, PlayStation 3, Wii e no sistema OnLive, enquanto a versão para Windows foi lançada em 27 de Setembro e em 30 de Setembro de 2011 na América do Norte e na Europa respectivamente .
Um versão demo para Xbox 360 e PlayStation 3 ficou disponível em 10 de Agosto de 2011 e a demo para multijogador online em 17 de Agosto, ambas para transferência através da Xbox Live e da PlayStation Network.

## História
O jogo se passa alguns meses após os acontecimentos de Driv3r. É revelado que ambos John Tanner e Jericho sobrevivem ao tiroteio em Istambul. No trailer do jogo, é revelado que, desde então, os dois homens se recuperaram e Jericho escapou em San Francisco, 

Imagem retirada do filme inicial, mostra dois dos protagonistas do jogo: Tobias Jones (atrás) e a personagem principal John Tanner.

enquanto Tanner o persegue. Jericho é mostrado sendo transportado na parte traseira de um caminhão de prisão, mas consegue escapar com um frasco de ácido escondido dentro da sua boca. Ele domina os guardas, e sequestra o caminhão. Tanner e Tobias testemunham este acontecimento do carro de Tanner, perseguindo Jericho enquanto ele provoca o caos nas ruas da cidade. Tanner acaba na frente de Jericho num beco, e é empurrado para frente de um reboque de um trator. Um acidente grave acontece, quando é atingido em cheio por uma carreta, colocando-o em estado coma. O jogo se passa no sonho de Tanner em coma.

## Jogabilidade
O jogo é similar aos jogos anteriores da série. O jogador controla Tanner em várias missões através das ruas de San Francisco, embora agora seja impossível sair do carro a pé. Uma nova característica é o "SHIFT" (inspirado no Google Earth), que permite a mudança de Tanner de um carro para outro para continuar a missão, embora não seja ilimitado. A barra de Shift pode ser de novo recarregada fazendo coisas como derrapagens, grandes saltos e conduzir em transito contrário. O Shift também pode ser actualizado de tempos em tempos, que permite ao jogador poder mudar para carros mais distantes e para outras partes da cidade ainda mais longe. Com Shift, o jogador também pode iniciar missões. Usar o Shift, no entanto, não é obrigatório, por isso o jogador pode terminar o jogo sem mudar para qualquer outro carro.

Em San Francisco, os jogadores podem mudar para qualquer carro a qualquer momento (Shift), sendo impossível circular a pé.

### Características
O modo Film Director, que esteve ausente em Parallel Lines está incluído, podendo os jogadores partilhar vídeos online (no site Driver Club). O jogo também está sendo descrito como um "regresso às origens" para a série, como a capacidade de sair do carro, que foi introduzido em Driver 2, foi removido porque os desenvolvedores sentiram que muitos jogos já têm este tipo de recurso e já "não era desejável [por nós] a apenas copiar esse tipo de mecânica." Espalhados pela cidade estão várias missões de história, missões secundárias, pequenos desafios ("Dares"), a possibilidade de comprar garagens, mudar as peças dos carros, assim como adquirir novos veículos. O jogo corre a 60fps em campanha para um jogador e a 30fps no modo multiplayer.

### Multiplayer
O modo multijogador está disponível pela segunda vez na série (a primeira em Driver 2), com dezenove modos de jogo (onze online, cinco de ecrã dividido competitivo e três de ecrã dividido cooperativo), incluindo:
- "Trail Blazer": onde o jogador tem que seguir o percurso de um oponente controlado artificialmente.[24]
- "Tag": é similar ao "tag" (pt: cola/pega) regular, mas em sentido inverso. Todos os jogadores estão tentando fazer "tag", ou bater, num jogador marcado. Uma vez atingido, a pessoa que o atingiu passa a ser a marcada. Quanto mais tempo permanecer "marcado" mais pontos acumula.[25][26][27][28]
- "Streamline": em que os jogadores seguem um carro que tem duas "correntes" amarelas que se arrastam atrás dele, os jogadores devem seguir o carro mantendo-se dentro das "correntes" para ganhar pontos. O carro da frente viaja a uma velocidade constante, assim sendo este modo de jogo recompensa a precisão na condução mais do que a velocidade.[28]
- "Capture The Flag": são oito jogadores, duas equipas, e um porta-bandeira em constante mutação. Os jogadores estão autorizados a fazer Shift neste modo, desde não estejam a segurar a bandeira, o porta-bandeiras não pode fazer Shift e tem uma barra de saúde visível. Uma vez que o portador da bandeira fica destruído o suficiente, ele é forçado a fazer Shift e deixa cair a bandeira.[28]
- "Takedown": consiste em policias perseguindo um motorista em fuga, a diferença aqui é que os policias podem fazer Shift, isto dá ao ladrão uma pequena vantagem, já que ele começa a conduzir cada vez mais rápido do que a policia. O ladrão deve sobreviver por um determinado período de tempo ao passar por checkpoints, enquanto a polícia tem de bater no motorista em fuga até a sua barra de saúde ficar esgotada.[28]

O modo multiplayer também inclui pontos de experiência, que ao serem acumulados servem para desbloquear novos veículos, habilidades, etc.

### Cenário
A cidade do jogo, San Francisco, escolhida também por ser conhecida de filmes e séries que incluíam perseguições dos anos '60 e '70 como Bullitt (1968), Vanishing Point (1971) ou The Streets of San Francisco (1972/77), inclui um dos maiores ambientes de condução visto em um jogo, com cerca de 335 Km (208 milhas) de estrada. Vários ícones da cidade são recriados no jogo, incluindo a Bay Bridge, a "Russian Hill" e partes de Marin County e Oakland.

### Carros
Pela primeira vez na série, o jogo inclui mais de 130 carros totalmente licenciados e totalmente destrutíveis, veículos desportivos, clássicos, modernos e "buggies" incluindo as marcas Cadillac , Shelby, Alfa Romeo, Aston Martin, Chevrolet, Lamborghini, Ruf, Dodge, Pagani Zonda, DeLorean, Volkswagen e Ford. Para além dos licenciados, juntam-se aproximadamente mais outros 20 veículos, como caminhões, autocarros, carros de bombeiros entre outros que permanecerão sem licença. Num vídeo lançado em Julho de 2011 é mostrado alguns dos veículos usados no jogo.

### Versão Wii
A versão Wii tem um enredo diferente, é sobre os primeiros anos de Tanner como policia, onde terá de vingar a morte de seu parceiro actuando sob disfarce. É uma prequela do primeiro jogo da série e tanto Tobias Jones como Salomão Caine aparecem no jogo como personagens jogáveis.
Como uma prequela para Driver, o jogo não inclui o modo Shift, nem tem controlos a pé, mas é possível usar armas durante a condução.

## Desenvolvimento
O jogo esteve em desenvolvimento durante cinco anos. Um novo jogo da série foi confirmado que estava em produção no Tokyo Game Show de 2005, quando a Sony anunciou uma lista de 102 jogos que seriam lançados na PlayStation 3. A Ubisoft confirmou mais tarde um novo jogo Driver depois de adquirir a série da Atari. Em Junho de 2008, a BBC realizou relatórios sobre a indústria de jogos de computador, entre os relatórios estavam imagens de desenvolvimento do novo jogo Driver. Em 21 de Abril de 2009, a Ubisoft registou o nome Driver: The Recruit.

Pela primeira vez na série, há veículos licenciados, todos com visão de interior e destrutiveis.

Em Janeiro de 2010, foi confirmado que um jogo novo de Driver estava em desenvolvimento e com lançamento previsto para o ano fiscal da Ubisoft que terminava em Março de 2011. Em 23 de Abril de 2010, a Ubisoft registou o domínio "driversanfranciscogame.com", bem como "driversanfrancisco.com" e "driversanfran.com", sugerindo que a cidade de San Francisco iria ser o cenário do novo jogo da série. Em 27 de Maio de 2010, a Ubisoft confirmou que o próximo capítulo da série Driver apareceria na E3 de 2010, juntamente com outros jogos da empresa. Em 7 de Junho de 2010, a Ubisoft lançou um site com um teaser contendo um reboque de ação ao vivo, assemelhando-se à primeira missão do jogo driver original, juntamente com uma contagem regressiva para a conferência de imprensa da Ubisoft na E3 de 2010. A Ubisoft também criou a página do jogo no Facebook, que ao clicar no botão "Like", abre uma versão ligeiramente diferente do trailer, mostrando uma licença de condução californiana de John Tanner. Um cartaz promocional exibido no LA Convention Center durante a E3 de 2010 revelou o título do novo jogo a ser Driver: San Francisco. A Ubisoft anunciou oficialmente o jogo na sua conferência na E3 de 2010. Em 12 de Novembro de 2010 o jogo foi adiado e foi lançado no ano fiscal de 2012, que é entre 31 de Março de 2011 e a mesma data em 2012.
O fundador da Reflections e criador da série, Martin Edmondson, voltou depois de deixar temporariamente a indústria dos jogos em 2004.[carece de fontes?] O jogo foi desenvolvido pela Ubisoft em cinco estúdios liderados pela Reflections, e quatro outros desenvolvedores: Vancouver, Kiev, Xangai e Montreal.

A Ubisoft lançou uma plataforma online, intitulada de Driver Club onde oferece resultados exclusivos, acesso rápido a leaderboards, estatísticas podendo até o jogador partilhar os seus vídeos de "Film Director" e ver vídeos de amigos e classifica-los.

### Áudio
O áudio do jogo foi produzido nos Estúdios Pinewood, Inglaterra, que são conhecidos dos filmes da série James Bond. O jogo inclui músicas licenciadas, juntamente com uma nova versão do tema do jogo original, gravada nos estúdios Abbey Road, com arranjos de Marc Canham e alguns temas originais também produzidos por Canham, com o objectivo de recapturar a vibração dos anos '70 algo que pelo qual Driver se esforça em manter. A banda sonora original foi misturada e produzida por Rich Aitken nos estúdios da Nimrod Productions. A 30 de Agosto de 2011 foi revelado que o jogo tem 76 músicas licenciadas com géneros desde o hip hop, funk, hard rock, rock alternativo de artistas como Yelawolf, Aretha Franklin, Dr. John, DJ Shadow, The Black Keys, The Cure, Beastie Boys, Queens of the Stone Age, The Heavy, Unkle entre outros. As versões PlayStation 3 e Xbox 360 suportam banda sonora personalizada que permite que o jogador jogue com a sua própria música durante o jogo.

### "Uplay Passport"
Em 15 de julho de 2011 a Ubisoft anunciou que todos os seus futuros jogos com modo online irão exigir um código que permite aceder a essa funcionalidade chamado "Uplay Passport". Driver: San Francisco é o primeiro jogo da empresa a utilizar esse recurso. No entanto, devido a códigos mal impressos, o que deixou jogadores norte americanos que compraram novas cópias do jogo não conseguissem jogar online, o "Uplay Passport" foi dispensado mundialmente sendo o conteúdo on-line de Driver: San Francisco gratuito para todos os utilizadores.

### Conteúdo transferível
A Ubisoft revelou que Driver: San Francisco tem conteúdo transferível gratuito para a Xbox 360 e Playstation 3. O conteúdo inclui 20 novas rotas para os modos multiplayer online e ficou disponível a 15 de Setembro de 2011.

## Marketing

### Banda desenhada
Uma mini-série de história em quadradinhos publicada pela Wildstorm Productions baseada no jogo será lançada. O enredo tem lugar após os acontecimentos de Driv3r e antes de San Francisco, e incidirá sobre a vingança pessoal de Tanner contra Jericho. A mini-série foi escrita por David Lapham e ilustrada por Greg Scott e tem a capa desenhada por Jock, prevista para ser lançada no início de 2011.
Uma edição #0 intitulada "The Pursuit of Nothingness" esteve disponível na Comic-Con 2010.

Edição de Coleccionador de Driver: San Francisco.

### Edição de colecionador
Uma edição de coleccionador foi editada em Setembro de 2011 nos territórios PAL para as versões PlayStation 3, Xbox 360 e Windows. O pacote inclui a banda desenhada oficial, uma réplica de tamanho 18 × 9 × 9 cm de um 1970 Dodge Challenger R/T 440 Six Pack, um mapa da cidade de San Francisco com a localização de todos os desafios e coleccionáveis do jogo, três carros exclusivos para o jogo (Aston Martin DB5, 1963), Lamborghini Miura (1972), e o Shelby Cobra 427 (1966), 4 desafios para um jogador: "Mass Chase" - onde um condutor injustamente acusado tenta escapar à força policial inteira de San Francisco e provar a sua inocência; "Relay Race" - uma corrida onde em cada volta se troca de carros; "Russian Hills Racers" - uma corrida contra 3 super carros no famoso bairro; "Táxi" - uma corrida contra outros táxis na baixa da cidade.

### Demos
A demo para um jogador de San Francisco foi confirmada pela Ubisoft Reflections na página do Twitter, e teve data prevista de lançamento para 17 de Agosto de 2011, tendo sido no entanto antecipada e ficado disponível na PlayStation Network e na Xbox Live a 10 de Agosto. Inclui 3 modos de jogo: "The Escapist" em que os jogadores terão que escapar à polícia com um passageiro "VIP"; "Prove It", os jogadores são desafiados a realizar acrobacias e a despistar a polícia; e o modo "Team Colours" em que os jogadores vão alternando entre dois veículos para se certificarem que ficam nos dois primeiros lugares numa corrida.
A demo para multijogador foi confirmada pela Ubisoft durante a Gamescom 2011 e teve lançamento na PlayStation Network e na Xbox Live a 17 de Agosto de 2011. Contém os modos Tag e Trail Blazer.

## Recepção

### Criticas
O jogo recebeu críticas positivas para a maioria da crítica especializada. O site de criticas agregadas Metacritic, mantém a revisão média para PlayStation 3 em 79%, Xbox 360 em 80% e para a versão Wii em 64%. A maioria dos críticos elogiaram a mecânica "Shift" citando-a como "inovadora" e "interessante", a quantidade "gigantesca" de missões "diversificadas" e o multiplayer descrito às vezes como "inesperadamente brilhante" e "impressionante". O enredo foi, no entanto, criticado como sendo "muito ridículo" podendo facilmente "ficar pelo caminho":
O blog especializado em vídeo jogos Joystiq (4.5/5) diz: "A Ubisoft Reflections estudou o peso morto da série Driver, e o resultado é uma experiência pura, focada, livre de mecânica redundantes e escolhas de design "eu também"."
A GamesRadar (9/10) diz que: "Driver: San Francisco é um golpe nas nossas mentes, é diversão a 100%, mais do que esperávamos e imediatamente re-estabelece a série de frente para o mercado. Não é comum que uma nova mecânica possa revigorar todo um género, mas este aqui consegue. Merece a sua atenção. Não se vai arrepender."
O site Computer and Video Games (8.5/10) comenta: "Assim, a princípio, a história vai ficar pelo caminho - a Reflections está, obviamente, um pouco nervosa sobre a introdução do seu conceito "Shift" sem um explicação narrativa - mas, uma vez atrás do volante, você vai perceber que San Francisco vem com um longo atraso mas um bom retorno à forma para a série Driver."
A MyGames (8.5/10) comenta: "Driver: San Francisco surpreendeu pela positiva e é sem dúvida alguma um dos melhores jogos da série. A nova mecânica intitulada de Shift conseguiu revigorar por completo o género e dar-nos ao mesmo tempo uma panóplia de diversão, alterando por completo as regras dos jogos ditos "comuns". Se são adeptos do Driver, então certamente não se irão arrepender."
A PlayStation Universe (8/10) diz: "Carros fixes, uma mecânica 'Shift' nova e muito interessante e um multiplayer impressionante faz das ruas de San Francisco dignas de uma visita."
O jornal The Guardian na seu site (4/5) refere que: "Não é perfeito - o enredo é um pouco superficial, seu estilo de forma livre pode ser ilusória, quando se obriga a executar determinadas missões e torna-se um pouco repetitivo nas últimas fases. Mas é um jogo sandbox alegre em que você pode conduzir como um lunático, em máquinas exóticas que você mesmo com um piscar de olhos consegue na vida real conduzir sem ferir ninguém.
A revista Official Xbox Magazine no Reino Unido (8/10) comenta: "É um jogo de condução alimentado de turbo e 'drift' com uma premissa amorosa mas fracturada e um mundo cheio de desafios e de acrobacias. É jogo melhor do que ele tem o direito de ser."
A revista Edge (8/10) comenta: "Driver: San Francisco envia os tradicionais costumes do multijogador numa rotação vertiginosa e, apoiado por um enredo de tom alegre e amigável, cria emoções em constante evolução ao longo do curso da campanha de singleplayer."
O site Total Video Games (8/10) refere que "Sem dúvida, a mais completa oferta na série até à data. Rasgando as ruas de San Francisco, forçando seu carro em manobras que ele provavelmente não deve ser capaz de fazer com o conhecimento que você pode bater "X" e assumir o controle de um outro carro a qualquer momento, é tão divertido quanto parece."
O site 1UP (B+): "Alguns pontos negativos visuais à parte, Driver SF é um jogo notável que resgata a franquia com 12 anos de idade, a partir da sucata. A habilidade 'Shift' acrescenta mecânica impressionantes que são únicas para um jogo sobre perseguições a alta velocidade e de condução. No geral, é um desafio divertido, também, que não exagera na medida em que a dificuldade está em causa."
A IGN (8/10) comenta : "Aparenta óptimo, tem muita personalidade, conta uma história divertida e é muito divertido de jogar. Alguns picos de dificuldade frustrante e a história que termina prematuramente, são os únicos pontos negativos."
O site GameSpot (8/10) refere: "Driver: San Francisco com a mecânica de Shift muito inspirada e riqueza de conteúdo cheio de acção vai torná-lo numa explosão absoluta que faz reviver a série."
A Eurogamer Portugal (8/10) refere: "Com Driver San Francisco, a Reflections Interactive mostra que refletiu o suficiente para fazer um jogo capaz de corresponder ao forte sentimento de imediata conquista deixado pelo original. Não sendo um jogo superlativo perante a concorrência, apresenta uma imensa liberdade e uma quantidade de desafios que garantem uma boa longevidade."
A VideoGamer (8/10) conta que: "Driver: San Francisco poderia ter sido um pônei de um só truque, mas conseguiu usar esse truque em uma variedade de maneiras inteligentes e interessantes, garantindo que a jogabilidade da condução nunca se torna cansativo ou repetitivo."
O site Strategy Informer (6/10) diz: "Idéias inteligentes são intercaladas com componentes que falham miseravelmente, tornando este jogo como uma boa definição de "saco de gatos". A Ubisoft tentou tudo para trazer o corpo de volta à boa forma, mas com muitas mazelas ao longo do caminho".
A Metro Game Central (6/10) diz: "Terrivelmente inconsistente, mas também muita ousadia imaginativa, mas mesmo com as suas falhas este é um dos jogos de condução mais inovadores em anos."
O site IncGamers (6/10) refere: "Driver: San Francisco seria um jogo fácil para recomendar se o protejo das missões da campanha de single player estavessem em pé de igualdade com a qualidade de seus elementos técnicos. Como as coisas estão, porém, parece que algumas ideias da boa jogabilidade foram desperdiçados ao nível dos "designers" que simplesmente não sabem como fazer melhor uso deles."

### Prémios
O jogo ganhou o prémio de Melhor Jogo de Condução da E3 de 2010 da Ripten. O jogo também recebeu indicações da Kotaku e da GameTrailers. Durante a E3 de 2011 também recebeu o prémio de Melhor Jogo de Corrida da Machinima.com e nomeações da GameTrailers, G4tv, e prémios Game Critics.

### Vendas
A Ubisoft anunciou que as vendas de Driver: San Francisco excederam as suas expectativas no seu último relatório financeiro. A Ubisoft revelou também que as vendas aumentaram devido à recepção muito boa que o jogo teve junto da critica especializada, apesar de não terem anunciado o número de unidades vendidas.